# トールギス
トールギス(Tallgeese)は、1995年に放送されたテレビアニメ『新機動戦記ガンダムW』に登場する架空の兵器。有人操縦式の人型ロボット兵器「モビルスーツ」 (MS) のひとつ。
作中の年代である「アフターコロニー(A.C.)」史上初の戦闘用MSであり、すべてのMSの原型となった機体。名称の由来は降霊術師（Theurgist、テウルギスト、サージスト）。高性能な試作機だが、人間の体に過酷な負担を強いるという欠陥がある。主人公ヒイロ・ユイのライバル的存在である「ゼクス・マーキス」の搭乗機として、劇中前半に登場する。さらに終盤では、「トレーズ・クシュリナーダ」が搭乗する2号機「トールギスII（トールギス・ツー）」も登場する。
メカニックデザインはカトキハジメが担当。当記事では、同じアニメ本編とOVA（映画、小説）『新機動戦記ガンダムW Endless Waltz(以下、EW)』や、メディアミックスの『SDガンダム GGENERATION CROSS DRIVE』『新機動戦記ガンダムW EPISODE ZERO』『新機動戦記ガンダムW Endless Waltz 敗者たちの栄光（以下、敗栄）』『新機動戦記ガンダムW Frozen Teardrop(以下、FT)』などに登場する各派生機の解説も記述する。

## 機体解説
A.C.年代におけるすべての戦闘用MSの原型機。のちにガンダムを開発する5名の技術者、そして推進器技術の権威ハワード博士を加えた科学者グループによってA.C.175年に完成した。
前駆となったのは宇宙用作業服として運用されていたMSであり、脚部や腰部構造にその面影を残している。AC170年代にそれまで宇宙用建設資材搬入業務を行っていたOZが軍需産業への参入を始めるとともに、初めての戦闘用MSとしてトールギスは誕生する。
トールギスはMSの兵器としての可能性を追求する必要があったため、単独による戦域への介入能力、拠点制圧を行える戦闘力、そして確実に帰還できるサバイバビリティが備えられている。装甲にはビーム耐性を有するチタニュウム合金を採用し、同時に大気圏内飛行も可能なバックパックバーニアを導入する事で重装甲と高機動性を両立した。兵装面は長距離砲撃能力を持つドーバーガンと、チタニュウム合金を両断可能なビームサーベルを採用している。頭部には中世ヨーロッパの騎士をモチーフとしたフェイスカバーが取り付けられており、これを外すと正方形のカメラアイが露出する。また、機動性と装甲を両立するため、機体サイズは後の標準的な量産機よりも一回り大型化する事となった。
背部に存在する巨大な２対のスーパーバーニアの最大加速は15G以上(腰部に存在する４つのスラスターは含めていない）となり、その機動性能によって高度な一撃離脱戦法も可能としている。また、陸海空と宇宙のあらゆる領域での戦闘が可能な汎用性を併せ持つ。しかしながら、その圧倒的な機動性と運動性から、操縦する人間の肉体的限界を大きく超える問題点が発生した。加えて、本機の開発チームがその問題点を克服するために新たな試作機の開発へ移行した事から、トールギスは試作機が1機作られたのみで開発は中断された。これらの問題のため、本機はA.C.195年まで、20年間封印されていた。
のちに本機の設計を素案に、機体のデチューンを図った新たな標準機「リーオー」が誕生。そのため、本機は「プロトタイプ・リーオー」とも呼ばれる。

### Endless Waltz版
プラモデル「マスターグレード トールギスEW」としてデザインや設定が一部変更された姿。同じEW版仕様のガンダムたちほどの改変は行われていないが、スーパーバーニアや両肩武装の接続方法が変更され、一部の装甲やシールドの外縁に黄色のラインマーキングが追加されている。2018年には「リアルグレード」版も発売された。さらに『敗栄』では、カトキによって新たな装備がデザインされている（後述）。

#### トールギスF（フリューゲル）
『敗栄』に登場。ピースミリオンに収容後、背部推進器を鳥のような宇宙戦闘を主眼に置いた4枚のスラスター内蔵型ウイングに換装した姿で機動力は更に高まっている。
このユニットのデータはのちのウイングゼロ（EW版）に採用されたウイングバインターの元となっている。

### 武装
ドーバーガン
機体の全高を超える長さをもつカートリッジ式のビーム砲。一撃で複数のMSを呑み込む範囲と破壊を可能とするが、発砲時の反動も大きく、命中精度向上の観点からあえて旧式のマズルブレーキを採用している。基本的に両手持ちの装備だが、当機の場合は右肩のアタッチメントと右手の2点で保持する。
ガンダニュウム合金製MSに対しても有効で、『敗栄』ではバスターライフルと互角に撃ち合いをし相殺していた。
ビデオゲームのSDガンダム GGENERATIONシリーズにおける「属性」では、実弾扱いとビーム扱いの2種類（あるいは両方)が見られる。
シールド
左肩のアタッチメントに懸架される円盤状の盾。表面には鷲をモチーフとしたエンブレムがあしらわれている。表面には対ビームコーティングが施されており、機体の急所を防護する役目を持つ。
F仕様では、ウイング自体がシールドの役目を果たすため装備されない。
ビームサーベル
シールドの裏面に予備を含めた2本を格納する。チタニュウム合金製のMSや戦闘機なら一振りで焼灼可能。
F仕様では、ウイングゼロ（EW版）と同じく副翼基部のラックに格納されている。
ライフル
前期オープニングの中でのみ左腕に携行していたもので、上部中央に備える四角いスコープと銃砲身に見られる複数の縦線などが特徴。公式設定が皆無で長らく不詳のままだが、当機がアクションフィギュア『ROBOT魂』で商品化された際は「幻のライフル」とも称されて付属された。
なお、第1クールあらすじパート、第1話や25話の劇中、それらを利用したバンクなどでは、リーオーやトラゴスも持っているカットがある。
ミサイルポッド
第38話などに登場した手持ち式のセンサー付きミサイル兵装で、グリップの両端に2×3連装の発射口がある。
ヒートランス（テンペスト装備）
『敗栄』に登場。ランスの先端部分を赤熱化させMSの装甲を貫徹する。エネルギーを放出しヘビーアームズのビームガトリングガンも相殺も可能。通常はドーバーガンかシールドと併設する形で肩のアタッチメントに装備されるが、オプションのガングリップを追加することで手持ち武装としても使用可能。F仕様では左腕への装備が基本となる。
ヒートハルバード
『敗栄』に登場。南極でOZの部隊を相手にする時に使用。刃と柄は連結式になっていて、接合して使用する。

### 装備
バックパックバーニア
トールギスに採用されたスラスターユニットで、機体に大気圏内飛行が可能な推力をもたらす。使用時はカバーが展開し、ノズルがせり出す構造となる。トールギスはエアリーズの特性も備えた機体となる。
テレビ版のデザインでは両肩部に直接取り付けられるが、EW版では背部からアームを介して接続されている。
打ち上げオプション
第19話などに登場した大気圏脱出用の大型バーニアから成る複合パーツで、専用の飛行艇と連動して運用される。スペースシャトルを真っ二つにしたような双胴状のシルエットが特徴。本体背中に増設した脱出用ハッチは短期間なら宇宙での居住空間としても機能する。

### 劇中での活躍
OZのワーカー特士が、コルシカ基地の倉庫に未完成のまま20年間放置されていた本機を発見し、地球に降下したガンダムに比肩する高性能MSを求めていたゼクス・マーキス特尉に譲渡される。
テストパイロットはゼクスの部下であるオットー特尉が務めるが、機体の強烈なGに耐えられず重傷を負う。さらにオットーは、同じく本機に搭乗して負傷したゼクスをかばって再搭乗し、作戦の成功と引き換えに命を落とす。第13話以降は、整備員の配慮で抑制されていたスーパーバーニアの出力を元に戻させ、やがてゼクスは本機を完全に乗りこなすまでに至り、ヒイロ・ユイが搭乗するウイングガンダムやガンダムヘビーアームズと互角以上の戦いを繰り広げる。
ゼクスがOZを脱退してピースミリオンに身を寄せてからは、OZデルマイユ派が差し向けてきたMD（モビルドール）部隊を退け続けるが、この頃からゼクスの反応速度に本機の性能が追いつかなくなる。その後デスサイズヘルとの戦いで宇宙を漂っていたウイングガンダムゼロの爆破処理の阻止に現れるも、多数のトーラス相手に徐々に追い込まれ、右バーニアが破壊された時点でゼクスはトーラス複数機を道連れに本機を自爆させ、その隙にウイングゼロへと乗り換える。
『敗栄』では、宇宙に上がったのちに先述のトールギスFに改良される。こちらではゼクスの反応速度に追いつかなくなるという描写はないが、長年潮風のなかで放置されていたことで駆動系が劣化しており、デスサイズヘル（EW版）との戦闘による破損をきっかけに全面的なレストアを迫られる。しかし戦況の推移に作業が間に合わず、ゼクスはやむを得ずウイングゼロにトールギスのパーツを移植して乗り換えることを選択する。残された機体は、オーバーホールしたのちにピースミリオン内に封印される。

## トールギス始龍(シロン)
漫画『新機動戦記ガンダムW EPISODE ZERO』、小説版『EW』および『敗栄』に登場。「始龍」という名は『敗栄』が初出。
トールギスの開発スタッフの1人で、シェンロンガンダムの開発者である老師Oが独自に完成させた機体。性能はゼクスの機体とだいたい同等だが、機体色が濃紺であることと、頭部センサーがリーオーそのままの形状、スピードは
ゼクスの2倍となっている点が異なる。
竜一族の守り手として製造され、本来は一族への婿入りが決まっていた張五飛に与えられるはずだった。L5コロニーがOZによる襲撃を受けた際、一族当主の孫で五飛の婚約者であった竜妹蘭が搭乗したが、Gに耐えられず命を落としている。

## トールギスII
ゼクス機の予備パーツを用いて組み上げられた機体。（型式番号：OZ-00MS2）世界国家元首に就任したトレーズ・クシュリナーダが自身の乗機として完成させた。
頭頂部の鶏冠状の部分のデザインが変更され、顔はよりガンダムタイプの意匠に近いフェイス形状となり、胴体やバックパック、シールドのカラーがブルーに変更された以外はゼクス機とまったくの同型機である。機体の一部にガンダニュウム合金を使用している。機体の青色は地球の代表として出撃するトレーズの意思を反映したもの。『敗栄』では、長期戦用にエネルギー消費を抑えた両刃のヒートサーベルを装備する。
世界国家軍の大将機として投入され、ホワイトファングのビルゴIIを多数撃墜するなど猛戦する。その最中、因縁の相手である張五飛のアルトロンガンダムと一騎討ちを行い、互角以上に渡り合うも、ツインビームトライデントで胴体を貫かれ撃破される。
アニメの企画段階では、ガンダムを意識したものではなく黒いカラーリングが検討されており、「ブラックトールギス」として紹介された。漫画版ではこちらの機体が登場する。漫画家のときた洸一によると、「アニメ用色指定資料が原稿の締め切りに間に合わなかったため、塗り分けが分からないように見せるためのものであった」と述べている。

## トールギスIII
OVAおよび劇場用アニメ『新機動戦記ガンダムW Endless Waltz』に登場。
トールギスIIと同時期に製造された3号機。本来は最終戦争において投入される予定だったが、二種類の専用武装の最終調整の遅れから完成目前に終戦を迎えたため、日の目を見ることなくお蔵入りとなっていた。その後、本機は戦後の混乱期を経て「プリベンター」に回収され、保管されていた。
機体性能にガンダムエピオンの一部性能を加えられ原型機よりも強化され、更にコクピット部にはエピオンシステム(ゼロシステム)の前駆となったインターフェイスを導入。機体の攻撃力と機動力を極限まで発揮可能としている。装備の強化も含め、ガンダムに匹敵する戦闘力を獲得しており機動性に関してもリミッターを解除することで ガンダムエピオン以上になる。フェイスカバーはヴァイエイト/メリクリウスと同系統のものへと変更された。A.C.196年、マリーメイア軍の武装蜂起をきっかけに地球圏統一国家管理下の諜報組織「プリベンター」によって封印を解かれ、同組織に所属していた「火消しの風・ウインド」ことゼクスの搭乗機として表舞台に登場する。

### 武装（III）
メガキャノン
右肩アタッチメントに懸架される大型ビーム砲。通常射撃でもドーバーガンを上回る威力を持つが、さらに砲身を2分割した最大出力モードとなることで、ウイングゼロのツインバスターライフルにも匹敵する破壊力を発揮する。砲身の短い通常射撃時は連射性に優れる。ヴァイエイトの技術をフィードバックして開発された。
シールド（ヒートロッド）
ガンダムエピオンと同型のヒートロッドが内蔵された専用シールド。本機に装備されたロッドはより性能が強化された発展型である。不使用時の取り回しを考慮し、シールド内への伸縮・格納機能を持つ。シールド裏面には先行2機と同型のビームサーベルを2基格納する。
バルカン
頭部に固定装備されている。
ビームサーベル
基本構造はトールギスやトールギスIIに採用されたものと同様であるが、強化され、ガンダムに装備されたものと同等の性能となっている。

### 劇中での活躍（III）
特務機関プリベンターから「火消しの風・ウインド」を名乗ったゼクスに託される。マリーメイア軍の前に出現しマリーメイア軍が占拠する資源衛星MO-IIIでの戦闘で、敵の地球降下を阻止するためメガキャノンでMO-IIIを破壊するも、結局は地球降下を許す。ブリュッセルでの戦闘では、敵のコクピットを避けながらの攻撃を強いられるも、ルクレツィア・ノインのトーラスやデスサイズヘル、ヘビーアームズ改、サンドロック改とともに、多数のサーペントを行動不能にする。騒乱終結後の本機の処遇は不明である。

## トールギスヘブン
『新機動戦記ガンダムW Frozen Teardrop』に登場するトールギスの後継機。対無人機用に開発された「ナノ・ディフェンサー」が搭載されており、MDを含む無人機を一度に行動不能に陥れることができる。かつてトレーズ・クシュリナーダがMDを一掃させるために設計・開発を依頼したシステムである。パイロットはキュレネの風を名乗るミリアルド・ピースクラフト。